# Lista de definições do direito
Esta é uma lista de definições do direito:
| Autor                     | Definição | Fonte, data                                                                   |
| Miguel Reale              | "Direito é uma integração normativa de fatos segundo valores". Tríade: Fato, Valor e Norma. | in Teoria Tridimensional do Direito.                                          |
| Orlando Gomes             | "Sob o aspecto formal, o Direito é regra de conduta imposta coativamente aos homens. Sob o aspecto material, é a norma nascida da necessidade de disciplinar a convivência social". | in Introdução ao Direito Civil.                                               |
| Celso                     | "Ius est ars boni et aequi" (tradução: "O direito é a arte do bom e do justo". Em vez de justo, também se poderia traduzir aequus por équo, mas esta palavra não possui equivalente no português atual. Cf. equidade). | citado por Ulpiano no Digesto, 533 d.C.                                       |
| Pompónio                  | "Ius civile sine scripto in sola prudentium interpretatione consistit" (tradução: "O ius civile é composto apenas pela interpretação dos jurisprudentes; não está escrito"). | no Digesto, 533 d.C.                                                          |
| Santo Agostinho           | "Afastada a justiça, o que são os reinos senão grandes bandos de ladrões? E os bandos de ladrões o que são, senão pequenos reinos?" | em A cidade de Deus, finais do século IV d.C.                                 |
| Dante Alighieri           | "ius est realis ac personalis hominis ad hominem proiportio, quae servata societatem servat, corruipta corrumipit". (Tradução livre: "O direito é a proporção real e pessoal de um homem em relação a outro, que, se observada, mantém a sociedade em ordem; se corrompida, corrompe-a") | — século XIII                                                                 |
| Immanuel Kant             | "o direito é o conjunto das condições segundo as quais o arbítrio de cada um pode coexistir com o arbítrio dos outros, de acordo com uma lei geral de liberdade". | — filósofo alemão, século XVIII                                               |
| Hugo Grócio               | "O direito é o conjunto de normas ditadas pela razão e sugeridas pelo appetitus societatis". | — jurisconsulto holandês do século XVII                                       |
| Rudolf von Ihering        | "direito é a soma das condições de existência social, no seu amplo sentido, assegurada pelo Estado através da coação". | — jurista alemão do século XIX                                                |
| John Austin               | "Das normas ou regras estabelecidas por uns para outros homens, algumas são estabelecidas por superiores políticos [...] em nações independentes ou sociedades políticas independentes. Ao agregado de regras assim estabelecido [...] é exclusivamente aplicável o termo direito." | — 1861                                                                        |
| Oliver Wendell Holmes     | "As profecias do que os tribunais efectivamente farão, e nada mais pretensioso - é o que eu entendo por direito." | em The path of the law, 1897                                                  |
| Max Weber                 | "Um ordenamento chama-se [...] direito quando é exteriormente garantido pela possibilidade de coerção (física ou psíquica), através de um comportamento, dirigido a forçar a observância ou a punir a violação, de um grupo de pessoas disso especialmente incumbido." | — 1921                                                                        |
| G. Radbruch               | "O Direito é vontade de justiça." | (1878-1949)                                                                   |
| idem                      | "O Direito é o conjunto das normas gerais e positivas que regulam a vida social" | — citado por Washington de Barros Monteiro                                    |
| H. Kelsen                 | (o direito é uma) "ordem normativa de coerção", (reportada a uma) "norma fundamental", "a que deve corresponder uma constituição efectivamente estabelecida e, em termos gerais, eficaz, bem como as normas que, de acordo com essa constituição, foram efectivamente estabelecidas e são, em termos gerais, eficazes." É também uma "técnica específica de organização social". | Teoria pura do direito, 1960                                                  |
| R. Dworkin                | (o direito são) "os padrões que determinam os direitos e deveres que um governo tem o dever de reconhecer e fazer respeitar, pelo menos em princípio, através das instituições comuns dos tribunais e da polícia." | em Taking rights seriously, 1977                                              |
| N. Luhmann                | (o direito é) "a estrutura de um sistema social respeitante à generalização congruente de expectativas normativas de comportamento." | em Rechtssoziologie, 1987                                                     |
| António Castanheira Neves | "o direito é o acto histórico do autónomo dever-ser do homem convivente" | em Questão de facto - questão de direito, 1967                                |
| idem                      | "O direito é imediatamente para o jurista a totalidade das suas soluções jurídicas positivadas". | em Curso de Introdução ao estudo do direito, 1976                             |
| W. Fikentscher            | "O Direito é justiça pensada" | Methoden des Rechts, 1977                                                     |
| Boaventura Sousa Santos   | (o direito é) "o conjunto de processos regularizados e de princípios normativos, considerados justiciáveis num dado grupo, que contribuem para a criação e prevenção de litígios e para a resolução destes através de um discurso argumentativo, de amplitude variável, apoiado ou não pela força organizada." | em O discurso e o poder. Ensaio sobre a sociologia da retórica jurídica, 1979 |
| R. Alexy                  | "O direito é um sistema de normas que (1) ergue uma pretensão de justeza, (2) compõe-se da totalidade das normas que pertencem a uma constituição socialmente eficaz, em termos gerais, e não são extremamente injustas, bem como da totalidade das normas que são estabelecidas em conformidade com esta constituição, apresentam um mínimo de eficácia ou possibilidade de eficácia social e não são extremamente injustas, e (3) ao qual pertencem os princípios e os restantes argumentos normativos em que se apoia e/ou deve apoiar o processo de aplicação do direito para cumprir a pretensão de justeza." | Begriff und Geltung des Rechts, 1992                                          |

## A definição de Kant
Segundo Kant, o "Direito é o conjunto de condições pelas quais o arbítrio de um pode conciliar-se com o arbítrio do outro, segundo uma lei geral de liberdade." Como se percebe, há três palavras-chave nesta asserção: conjunto de condições, arbítrio e liberdade. Para Kant, liberdade é a posse de um arbítrio próprio independente do de outrem, é o exercício externo desse arbítrio: arbítrio é o querer consciente de que uma ação pode produzir algo; conjunto de condições ou obrigações jurídicas (aqui Kant revisita Ulpiano) implica ser honesto e inocente, é não causar lesão/dano a ninguém e aderir a um Estado em que se assegure, frente a todos, aquilo que cada um possua.
Com o suporte dessas notas fornecidas pelo próprio Kant e por Recaséns Siches, poderíamos refazer a afirmação: "o direito implica pressupostos (honestidade, inocência e respeito à posse de outrem, verbi gratia) que possibilitam a concretização recíproca do querer de cada um e de todos, observando-se que o querer exercido/possuído por cada um encontra como limite o querer de todos". Esta definição, de carácter valorativo/axiológico, reflecte a importância do elemento liberdade e não "libertinagem" no Direito Brasileiro (posse e exercício de arbítrio Real). Só há liberdade dentro de limites externas à "libertinagem" e destes são impostos pelas ideias de preservá-la de Direito e Facto. Jusnaturalista, Kant não menospreza o papel desempenhado pelo direito Real e Verdadeiro proposto, embora afirme ser este posterior ao natural, que o legitima de Facto, segundo Conceito de Direito.